# Homo Faber (rajzfilm)
A Homo Faber 1965-ben bemutatott magyar rajzfilm, amely Gergely Mihály ötlete alapján készült. Az animációs játékfilm rendezője és írója Szabó Sipos Tamás, zeneszerzője Pethő Zsolt. A rajzfilm a Pannónia Filmstúdió gyártásában készült.

## Ismertető
Az emberek sokszor arra használják "fejlett" tudatukat, hogy önző érdekeiket szolgálják.

## Alkotók
- Gergely Mihály ötlete alapján írta, tervezte és rendezte: Szabó Sipos Tamás
- Közreműködött: Csákányi László
- Zenéjét szerezte: Pethő Zsolt
- Operatőr: Harsági István
- Hangmérnök: Bélai István
- Vágó: Czipauer János
- Rajzolták: Pál Emmi, Ternovszky Béla
- Színes technika: Boros Magda, Dobrányi Géza
- Gyártásvezető: Sárospataki Irén

Készítette a Pannónia Filmstúdió.

## Díjai
- 1966, Bilbao III. díj
- 1968, Phnom Penh Arany Oroszlán[1]